# مدیسون هدریک
مدیسون هوپ هدریک (زاده ۵ دسامبر ۱۹۹۳) ، کارولینای شمالی ، یک مدل اهل ایالات متحده آمریکا است.

## اوایل زندگی و حرفه
مدیسون هوپ در کارولینای شمالی متولد شد و بعد از آن او اغلب در چارلستون، کارولینای جنوبی و در نزدیکی مانت پلیزنت ، ایالات متحده مشغول زندگی بود. بعدها مدیسون قبل از تبدیل شدنش به یک مدل در سنین ۱۶ سالگی فارغ التحصیل می شود.
او در دبیرستان واندو تحصیل نمود و بعد از آن  در سال ۲۰۱۲ از همان دبیرستان فارغ التحصیل می شود. مدیسون پیش از فارغ التحصیلی اش  در دبیرستان واندو، به یادگیری زبان لاتین پرداخت. او اغلب دوران نخستین زندگی اش را در مونت پلیسنت، کارولینای جنوبی، در حومه ای در حوالی چارلستون، کارولینای جنوبی رشد پیدا کرد.